# Giovanni Benelli
Giovanni Benelli (Vernio, 12 maggio 1921 – Firenze, 26 ottobre 1982) è stato un cardinale e arcivescovo cattolico italiano, diplomatico della Santa Sede, allievo di Giovanni Battista Montini alla Segreteria di Stato vaticana, della quale fu poi sostituto, e arcivescovo di Firenze.

## Biografia

### Ministero sacerdotale
Nato a Poggiole di Vernio, in provincia di Prato, il 12 maggio 1921, ricevette l'ordinazione il 31 ottobre 1943 da mons. Giuseppe Debernardi, vescovo di Pistoia e Prato, incardinandosi nella diocesi di Pistoia, e un anno dopo iniziò la sua carriera ecclesiastica.

### Ministero episcopale e cardinalato
L'11 giugno 1966 viene nominato arcivescovo di Tusuros da papa Paolo VI, che gli affida la nunziatura apostolica in Senegal, in modo da intraprendere un dialogo che vedesse coinvolti il cattolicesimo, l'islamismo e l'animismo. Ricevette la consacrazione episcopale l'11 settembre del medesimo anno dal cardinale Amleto Giovanni Cicognani, segretario di Stato, co-consacranti Pietro Sigismondi, arcivescovo titolare di Neapoli di Pisidia e segretario della Congregazione per la Propaganda della fede (l'attuale Congregazione per l'evangelizzazione dei popoli), e Mario Longo Dorni, vescovo di Pistoia. Il 29 giugno dell'anno seguente fu nominato Sostituto alla Segreteria di Stato.
Nell'aprile 2013, WikiLeaks ha pubblicato un cablogramma del National Archives and Record Administration (NARA) del 18 ottobre 1973, concernente una conversazione tra il Segretario di Stato degli Stati Uniti Henry Kissinger e il sostituto segretario di Stato Vaticano Benelli, inviato a Washington dall'Ambasciata statunitense presso la Santa Sede. In tale documento di sole cinque settimane successivo al golpe in Cile che rovesciò il governo del socialista Salvador Allende, Benelli bollò come “propaganda comunista” la gravità dei massacri e gli abusi del generale Augusto Pinochet, nonostante la carneficina perpetrata dai militari e i cinquemila dissidenti finiti in carcere.
Il 3 giugno del 1977 Benelli fu nominato arcivescovo metropolita di Firenze, e il 27 dello stesso mese elevato alla dignità di cardinale presbitero del titolo di Santa Prisca.
Al momento della sua creazione a cardinale e fino alla nomina del patriarca Marco Cé fu il porporato italiano più giovane.
Quando Giovanni Battista Montini morì (il 6 agosto 1978), Benelli, pur controllando una cinquantina di "grandi elettori", era inviso alla parte progressista della Chiesa, mentre i cardinali più conservatori sembravano propendere per l'arcivescovo di Genova Giuseppe Siri. Propose quindi, come mediazione tra gli schieramenti, la candidatura di Albino Luciani, patriarca di Venezia, che fu eletto Papa al quarto scrutinio.
Con la prematura morte - dopo appena 33 giorni - del nuovo papa, che aveva assunto il nome di Giovanni Paolo I, entrò in conclave tra i "papabili" ma, ancora una volta, in forte contrasto con Giuseppe Siri. Secondo il giornalista Sebastiano Messina, al primo scrutinio i due schieramenti contrapposti si sarebbero fronteggiati sostanzialmente appaiati, con una trentina di voti a testa attribuiti sia a Siri che a Benelli. Durante gli scrutini successivi, i due candidati avrebbero superato a turno la maggioranza dei voti, senza, però, raggiungere i due terzi necessari per l'elezione. La situazione di stallo favorì il formarsi della candidatura di mediazione e, poi, l'elezione del polacco Karol Wojtyła (asceso al soglio pontificio con il nome di Giovanni Paolo II).
Benelli continuò la sua attività di arcivescovo di Firenze, dove morì il 26 ottobre 1982 in seguito ad un attacco di cuore. All'inizio del suo ministero episcopale il clero fiorentino lo accolse con un po' di freddezza visti i suoi precedenti incarichi nella diplomazia. Egli stesso riconosceva di “aver imparato a fare il vescovo a Firenze”. Uomo deciso nelle scelte, si fece piano piano amare dal clero, tanto che ancora oggi viene ricordato come un vescovo che fu "vero pastore", consumando, anche fisicamente, tutta la sua vita nel lavoro pastorale. Tra tutte le attività del suo ministero, la sua visita pastorale è ricordata ancora come esempio di sollecitudine paterna, esempio ante litteram di una “Chiesa in uscita”. Fu proprio il grande impegno della visita pastorale che probabilmente lo portò ad affaticare il cuore. Durante il breve periodo fiorentino ebbe modo di consacrare al culto la chiesa dell'Ascensione di Nostro Signore Gesù Cristo. Benelli ha ricevuto sepoltura all'interno della cripta dei vescovi del duomo di Firenze.

## Genealogia episcopale e successione apostolica
La genealogia episcopale è:
- Cardinale Scipione Rebiba
- Cardinale Giulio Antonio Santori
- Cardinale Girolamo Bernerio, O.P.
- Arcivescovo Galeazzo Sanvitale
- Cardinale Ludovico Ludovisi
- Cardinale Luigi Caetani
- Cardinale Ulderico Carpegna
- Cardinale Paluzzo Paluzzi Altieri degli Albertoni
- Papa Benedetto XIII
- Papa Benedetto XIV
- Papa Clemente XIII
- Cardinale Marcantonio Colonna
- Cardinale Giacinto Sigismondo Gerdil, B.
- Cardinale Giulio Maria della Somaglia
- Cardinale Carlo Odescalchi, S.I.
- Cardinale Costantino Patrizi Naro
- Cardinale Lucido Maria Parocchi
- Papa Pio X
- Cardinale Gaetano De Lai
- Cardinale Raffaele Carlo Rossi, O.C.D.
- Cardinale Amleto Giovanni Cicognani
- Cardinale Giovanni Benelli

La successione apostolica è:
- Cardinale Robert Sarah (1979)
- Cardinale Silvano Piovanelli (1982)